# Немецкое дзю-дзюцу
Немецкое дзю-дзюцу (Ju-Jutsu, также используется транслитерация [ю: юцу]; не путать с классической школой джиу-джитсу (Ju-Jitsu, Jiu-Jitsu или Jiujitsu)) — современная система самообороны.
Приёмы дзю-дзюцу ориентированы на эффективность и универсальность (применяемость одной техники в различных реальных условиях); система динамично развивается, впитывая в себя техники других школ.
Родилась эта система в 1969 году, когда несколько ведущих немецких мастеров из других видов боевых искусств — джиу-джитсу, дзюдо, карате, айкидо — получили задание от МВД ФРГ разработать систему, которая должна была как быть эффективной в аспекте самообороны, так и удовлетворять нуждам полиции, таможни, министерства юстиции и бундесвера.
В настоящее время немецкое дзю-дзюцу в Германии практикуют около 55 тыс. человек (DJJV). Немецкий союз дзю-дзюцу (DJJV), в который входят и ряд школ классического джиу-джитсу, входит в Немецкую федерацию спорта (DSB). Немецкое дзю-дзюцу лежит в основе обязательного спецкурса самооборона без оружия (нем. waffenlose Selbstverteidigung) немецких силовых ведомств.

## Техника
Изначально немецкое дзю-дзюцу базировалось на следующих техниках:
- айкидо — броски, болевые приемы;
- дзюдо — броски, болевые и удушающие приемы, техника фиксирования (удержания), техника падения;
- карате — удары руками и ногами.

Позднее, в процессе реформирования начиная с 2000 г., немецкое дзю-дзюцу впитало в себя и многие техники из других видов единоборств, таких как кикбоксинг, тайский бокс, кали-арнис-эскрима, вин-чун, самбо и др. В то же время, каждая техника была критически проанализирована и, если это было необходимо, модифицирована и адаптирована к современным условиям.
В современное немецкое дзю-дзюцу входят следующие основные элементы:
- техника передвижения (шаги, «скольжения», повороты и т. п.)
- техника падения
- работа в партере
- техника защиты от ударов и захватов (блоки, контрудары и т. п.)
- удары руками и ногами
- бросковая техника
- болевые приемы на суставы
- болевые приемы на чувствительные области тела и головы
- техника фиксирования и транспортирования противника
- удушающие приемы
- защита от вооруженного противника
- работа с дубинкой (палкой), ножом и подручными предметами

Ju-Jutsu можно примерно перевести как «мягкое искусство». Эта характеристика применима, скорее, не к самим конкретным техникам, а к принципу всей системы самообороны, которая позволяет практикующему её человеку подстраиваться под конкретного противника в конкретном окружении и интуитивно находить наиболее подходящую технику самозащиты.

## Уровни (степени) мастерства, пояса
Ученики (Кю)
9-й кю — белый пояс (за исключением детей, все начинающие без экзамена)
8-й кю — жёлтый пояс (подготовительный период не менее 6 месяцев, экзамен проводится на уровне спортклуба)
7-й кю — оранжевый пояс
6-й кю — зелёный пояс
5-й кю — синий пояс (в зависимости от федеральной земли экзамен может проводиться на уровне земли)
4-й кю — коричневый пояс (в зависимости от федеральной земли экзамен может проводиться на уровне земли)
3-й кю — коричневый пояс с одной красной полоской
2-й кю — коричневый пояс с 2 красными полосками
1-й кю — коричневый пояс с 3 красными полосками
Мастера (Дан)
1-й дан — чёрный пояс
2-й дан — чёрный пояс
3-й дан — чёрный пояс
4-й дан — чёрный пояс
5-й дан — чёрный пояс
6-й дан — красно-белый пояс
7-й дан — красно-белый пояс
8-й дан — красно-белый пояс
9-й дан — красный пояс
10-й дан — красный пояс
Обладатели дана могут при желании носить пояс с полосками на одном конце для обозначения номера дана; также разрешен красно-чёрный пояс вместо красно-белого.
Присвоение степеней происходит двумя путями: экзамен и присвоение в почетном порядке (награждение) за различные заслуги, такие как успехи на соревнованиях, личный вклад в работу организаций и т. д. Однако, данное относится не ко всем степеням: 1-й дан можно получить, только сдав экзамен, а все даны от 6-го и выше — наоборот, только в порядке награждения.
Независимо от того, каким путём происходит присвоение следующей степени, получить её можно только по истечении определенного обязательного интервала времени после получения предыдущей степени. Для ученических степеней он равен 0,5 года, для мастеров время подготовки зависит от номера дана (так, например, 5-й дан нельзя получить ранее, чем через 5 лет после получения 4-го дана).
10-й дан в истории немецкого дзю-дзюцу ещё никому не присваивался — это объясняется сравнительно небольшим возрастом данной системы.

## Тренировки
Тренировки проходят на привычных для восточных единоборств жестких матах (татами). Одежда должна представлять собой плотное ги (кимоно); здесь прекрасно подходит обычное ги борцов дзюдо, также используется вариант с более легкой, чем в дзюдо, нижней частью. Также проводятся специализированные тренировки на жестком полу, газоне и т. д.
Немецкое дзю-дзюцу является современной европейской системой, но многому обязано классическим японским стилям единоборств, и дань почтения к ним является важной часть духа современного дзю-дзюцу. Правила поведения и этикета на тренировках включают кроме прочего приветствие и прощание поклоном, спокойное поведение, уважение к учителю и партнерам.

## Соревнования
Соревнования по немецкому дзю-дзюцу проходят в различных категориях:
- Duo — каждая команда состоит из 2 спортсменов, демонстрирующих заранее отрепетированные комбинации;
- Fighting — легкий контакт;
- Formen — своего рода шоу, где команды из 2—5 человек демонстрируют комбинации с музыкой и световыми эффектами.

Вне Немецкого союза дзю-дзюцу практикуются и другие виды соревнований, например, полноконтактные поединки (Allkampf).
Соревнования в Duo и Fighting включены в программу Всемирных игр — международных состязаний в неолимпийских видах спорта.